# Црногорско-санџаџки партизански одред
Црногорско-санџаџки народноослободилачки партизански (НОП) одред је био партизанска јединица у саставу Народноослободилачке војске и партизанских одреда Југославије током Другог светског рата у Црној Гори.

## Историјат
Формиран је 21. децембра 1941. од Пљеваљског и Бјелопољског батаљона, од око 200 бораца из расформираног Црногорског НОП одреда за операције у Санџаку; био је под непосредном командом Врховног штаба. Команди овог одреда био је потчињен и Комски НОП одред. Дејствовао је између Лима, Таре и Дрине, изводио честе диверзантске акције на комуникацијама и бранио слободну територију од упада Италијана, црногорских, санџачких и босанских четника. Средином јануара јединице Одреда водиле су успешне борбе против италијанских снага у близини Бијелог Поља. Од 27. јануара до 4. фебруара 1942. део снага Одреда водио је оштре борбе против четника у ширем рејону Бијелог Поља, нарочито око Шаховића, кад је био принуђен да се повуче према Коврену. Тих дана уништио је у селу Адровићима групу четничких руководилаца и 16. фебруара 1942. ослободио Челебиће (код Фоче), Метаљку и Чајниче. Крајем фебруара водио је борбе око Мојковца, а почетком марта, после оштрих дводневних борби, одбацио четнике ка Колашину и Бијелом Пољу. Средином марта 1942. Одред је расформиран, а његово људство ушло је у Бијелопољски и Пљеваљски НОПО.